# Селянин (село)
Селянин е село в Западна България. То се намира в община Ихтиман, Софийска област.

## География
Селото се намира в близост до с. Вакарел. След отбиване по магистралата за Вакарел непосредствено преди него вляво на около километър и половина. Пътят продължава към с. Огняново. Слабо развита инфраструктура. Има изградена електропреносна мрежа, но няма водопровод и е асфалтирана само централната улица на селото. Релефът в началото на селото е относително равен, след което следват терени с по-висока денивелация надолу и задържане на вода. Климатът е полупланински.

## Културни и природни забележителности
Параклис „Свети Николай Летни“.